# Трохим Наталія Георгіївна
Ната́лія Гео́ргіївна Трохи́м (нар. 26 січня 1967, Хмельницький) — українська поетеса, перекладачка і видавець, засновниця і керівник видавництва «Джезва».

## Біографія
Наталія Трохим народилась у сім'ї інженера Георгія Семеновича (1937—2011) і лікарки та філолога Марії Филимонівни (1941—2014) Приходьків.
У 1974-му пішла до Хмельницької середньої школи № 3. 1984 року закінчила її із золотою медаллю. Також закінчила Хмельницьку музичну школу (клас бандури). З 1984 по 1986 рік працювала санітаркою операційного блоку в Хмельницькій міській клінічній лікарні. У 1986—1990 роках навчалась на факультеті педіатрії Львівського медичного інституту. 2007 року закінчила факультет журналістики Львівського національного університету імені Івана Франка.
У 1998—2000 Наталія Трохим працювала вебмейкером на фірмі «Інтернет-Україна», з 2002 по 2009 рік — керівником дитячої літературно-перекладацької студії «Голос». Започаткувала Львівський дитячий фестиваль художнього перекладу (2006—2011) та Проєкт багатомовного читання (спільно з Центром дослідження літератури для дітей та юнацтва і Книгарнею «Є»); викладала теорію літератури та порівняльну стилістику на кафедрі історії журналістики Львівського університету (2007—2011). Працювала редактором журналу «Річ» (2009—2010) і видавництва «Літопис» (?-?).
У серпні 2015 року заснувала видавництво «Джезва».
Перекладає прозу і поезію з англійської, польської (вірші Вольдемара Мікульського), білоруської (вірші Володимира Орлова і Насті Манцевич), грузинської та литовської (вірші Томаса Венцлови, Бірюте Йонушкайте і Віолетти Шоблінскайте-Алекси). Член Національної спілки письменників України (2006—2023).
З 1986 року Наталія Трохим живе і працює у Львові. Одружена з Георгієм Трохимом (*1960). Їхні діти — Олександра, Ярина і Михайло роблять спроби в царині перекладу.

## Твори

### Власні поетичні збірки
- «Трохи сонця». — Львів: Кобзар, 2001
- «Ода Роботі». — Львів: Сполом, 2002
- «Сієста» — Львів, 2008
- «КалендЕро» — Львів, 2015
- «Львівські віршики». — Львів: Джезва, 2015
- «Де ви, кохані леви?». — Львів: Джезва, 2017

### Перекладні твори
- Джеймс Метью Баррі. «Пітер Пен» («Пітер Пен і Венді»; «Пітер Пен в Кенсингтонських садах»). — Львів: Видавництво Старого Лева, 2007
- Салман Рушді. «Опівнічні діти». — К.: Юніверс, 2007
- Джеремі Стронґ. «Пофараонимо!». — Львів: Видавництво Старого Лева, 2007
- Джеральд Даррелл. «Балакучий згорток». — К.: Зелений пес, 2008
- Сесілія Ахерн. «Де закінчується райдуга». — К.: Махаон-Україна, 2010
- Аміран Свімонішвілі, Давид Робакідзе, Георгій Нахуцрішвілі. «Храми над хмарами». — Тернопіль: Крок, 2011
- Оскар Вайльд. «Зоряний хлопчик». — Львів: Видавництво Старого Лева, 2013
- Марина Курсанова. «Превращение — Перетворення». — Львів: Джезва, 2015
- Аміран Свімонішвілі. «Стрибок оленя». — Львів: Джезва, 2015
- Аміран Свімонішвілі. Вірші / з грузинської переклала Наталя Трохим
- Трохим. З Томаса Венцлови // Metaphora
- Вірші Амірана Свімонішвілі в перекладах Наталі Трохим
- Пол Каланіті. «Коли подих стає повітрям». — Х.: Клуб сімейного дозвілля, 2016. 256 с. ISBN 9786171214583. Перекладено разом із Тетяною Микитюк
- Сесілія Ахерн. «Таврована». — К.: Рідна мова, 2020. 360 с. ISBN 978-966-917-480-2

## Відзнаки
- 2009 — Премія імені Максима Рильського за переклад роману Салмана Рушді «Опівнічні діти»
- 2013 — Диплом Літературної премії «Metaphora» за переклад віршів Томаса Венцлови
- 2013 — У рамках Літературної премії «Metaphora» особливий подарунок від часопису «Українська культура»
- 2013 — У рамках Літературної премії «Metaphora» особливий подарунок від художниці Інги Леві
- 2015 — У рамках Літературної премії «Metaphora» заохочувальна нагорода за переклад вірша Володимира Орлова «Клава»